# Onio (fisica)
Da non confondere con i composti di onio, ioni come l'ammonio, prodotti tramite protonazione.
Un onio (plurale: onii) è un sistema formato da una particella e la sua antiparticella.
Gli onii di solito sono denominati aggiungendo il suffisso -onio al nome della particella costituente. Tuttavia tale suffisso non è esclusivo: ad esempio il muonio non è un sistema muone–antimuone, ma lo IUPAC assegna questa  denominazione al sistema antimuone-elettrone.

## Esempi
Il positronio è un onio  costituito da un elettrone e un positrone legati insieme come uno stato metastabile di lunga vita. Il positronio è stato studiato fin dagli anni '50 onde poter capire gli stati legati descritti nella teoria quantistica dei campi. Un recente sviluppo chiamato elettrodinamica quantistica non-relativistica (NRQED, non-relativistic quantum electrodynamics) usa questo sistema come un banco di prova.
Il pionio, uno stato legato di due pioni di carica opposta, è interessante per esplorare l'interazione forte. Questo varrebbe anche per il protonio. Il vero positronio analogo nella teoria delle interazioni forti, tuttavia, non sono gli atomi esotici, ma certi mesoni, gli stati di quarkonio, costituiti di quark pesanti come il charm o il bottom e suoi antiquark. (I quark top sono così duri che decadono attraverso la forza debole prima che possano formare stati legati). L'esplorazione di questi stati attraverso la cromodinamica quantistica non-relativistica (NRQCD, non-relativistic quantum chromodynamics) e il QCD su reticolo sono test sempre più importanti di cromodinamica quantistica.
Comprendere gli stati legati di adroni come il pionio e il protonio è importante inoltre per chiarire nozioni relative agli adroni esotici come le molecole mesoniche e gli stati di pentaquark.